# Copelatus kammuriensis
Copelatus kammuriensis är en skalbaggsart som beskrevs av Tamu och Tsukamoto 1955. Copelatus kammuriensis ingår i släktet Copelatus och familjen dykare. Inga underarter finns listade i Catalogue of Life.